# Geschichte der Juden in Italien

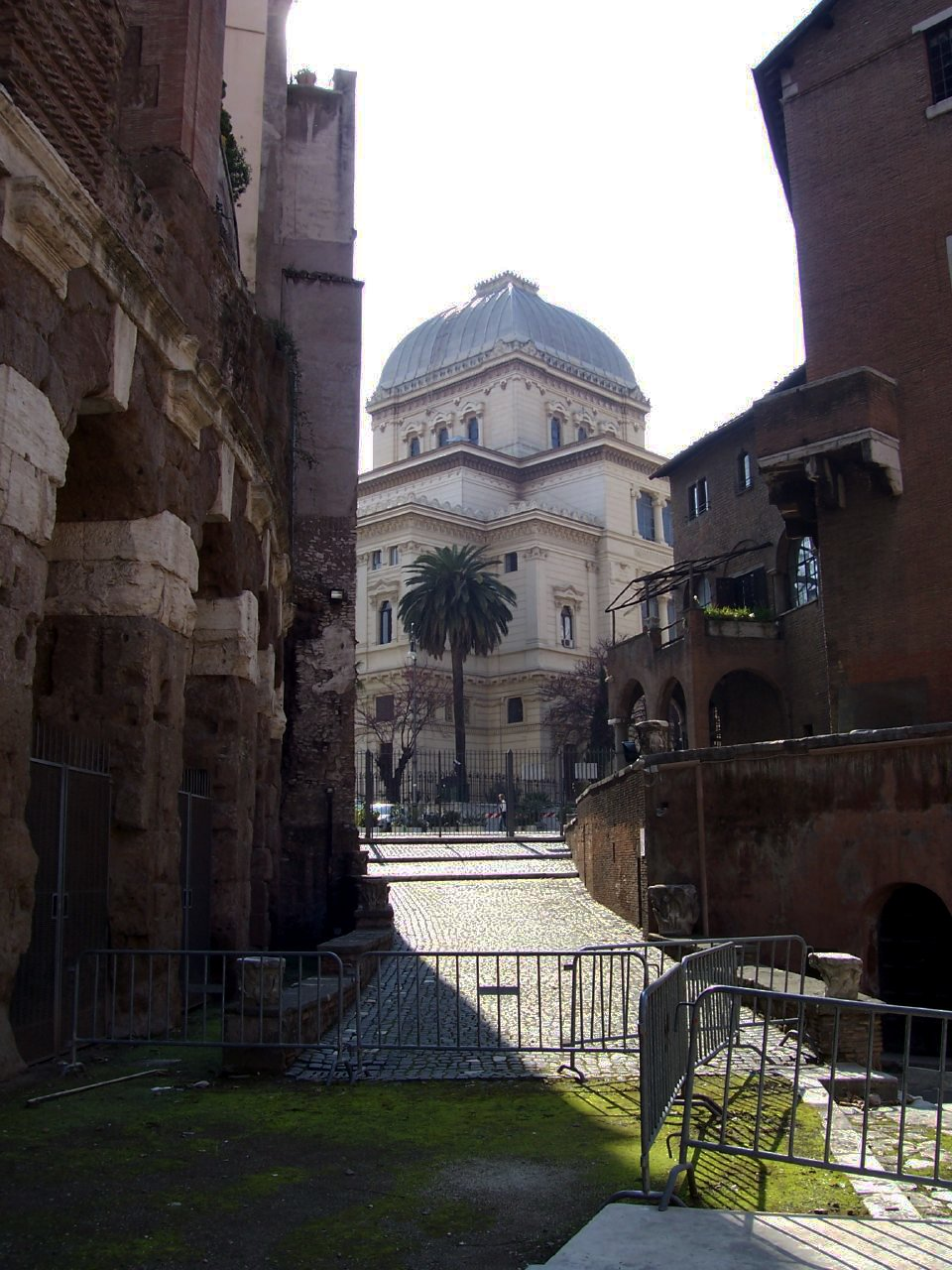
Große Synagoge von Rom, errichtet auf dem ehemaligen Ghetto

Die Geschichte der Juden in Italien reicht über zwei Jahrtausende vom vorchristlichen Römischen Reich bis in die Gegenwart. Schätzungsweise lebten um 2020 in Italien etwa 30.000 Gemeindenmitglieder, nach anderen Angaben 45.000 Juden. Da das vormoderne Italien ähnlich wie Deutschland territorial stark zersplittert war, fiel der Umgang mit den Juden je nach Region höchst unterschiedlich aus.

## Vorchristliches Rom und Spätantike
Bereits ab etwa 150 v. Chr. lebten einige Juden in Rom. Die meisten sprachen Griechisch, waren Kaufleute oder Sklaven und eher arm. Die Römer respektierten lange die jüdische Religion, von der sie aber kaum etwas wussten: Augustus hielt den Sabbat für einen Fastentag (Sueton, Aug. 76). Unter Tiberius setzte eine erste Verfolgung ein (Sueton, Tib. 36), indem u. a. Kleidung und Geräte für den Gottesdienst verbrannt werden mussten. Nach den jüdischen Aufständen 66 n. Chr. und ab 132 n. Chr. wurden viele Juden aus dem zerstörten Jerusalem als Sklaven nach Rom gebracht. Außer in Rom gab es jüdische Gemeinden in Süditalien.
Die jüdische Zuwanderung in der Zeit der Diaspora kam aus vielen Regionen, nicht nur aus der römischen Provinz Syria Palaestina. Mit der Christianisierung unter Konstantin I.  begann eine antijüdische Gesetzgebung, die im oströmisch-byzantinischen Exarchat von Ravenna spürbar blieb. Größere jüdische Gemeinden bestanden in Rom, Mailand, Genua, Palermo, Messina, Agrigent und Sardinien. Im Reich der Langobarden entspannte sich die Verfolgung, auch die Päpste seit Gregor dem Großen ließen weitgehend die Juden in Ruhe. Durch Kontakt von norditalienischen mit deutschsprachigen Juden entstand langsam die jiddische Sprache, die für die Aschkenasim wichtig wurde. Die Rabbiner Moses aus der Familie der Kalonymiden und sein Sohn Kalonymus wanderten um 920 von Lucca nach Mainz aus und begründeten von den SchUM-Städten eine Phase jüdischer Hochkultur in Mitteleuropa.

## Mittelalter
Unter der normannischen Herrschaft genossen die Juden in Sizilien und Unteritalien weitgehende Ruhe. Dagegen wurden 1171 im reichen Bologna die Juden kurzzeitig verfolgt. Doch wurden die antijüdischen kanonischen Vorschriften in Italien weitgehend missachtet. Die Päpste Nikolaus IV. (1288–1292) oder Bonifaz VIII. (1294–1303) hatten sogar einen jüdischen Arzt, Isaak ben Mordechai. Der staufische Kaiser Friedrich II. ließ Juden die arabischen Schriften zur Philosophie und Astronomie übersetzen, darunter Judah ben Solomon ha-Kohen und Jacob Anatoli. Auch stellte er sie 1236 wie in Deutschland unter den unmittelbaren Schutz des Kaisers (servi camerae nostri), um direkt über ihre Abgaben zu verfügen.

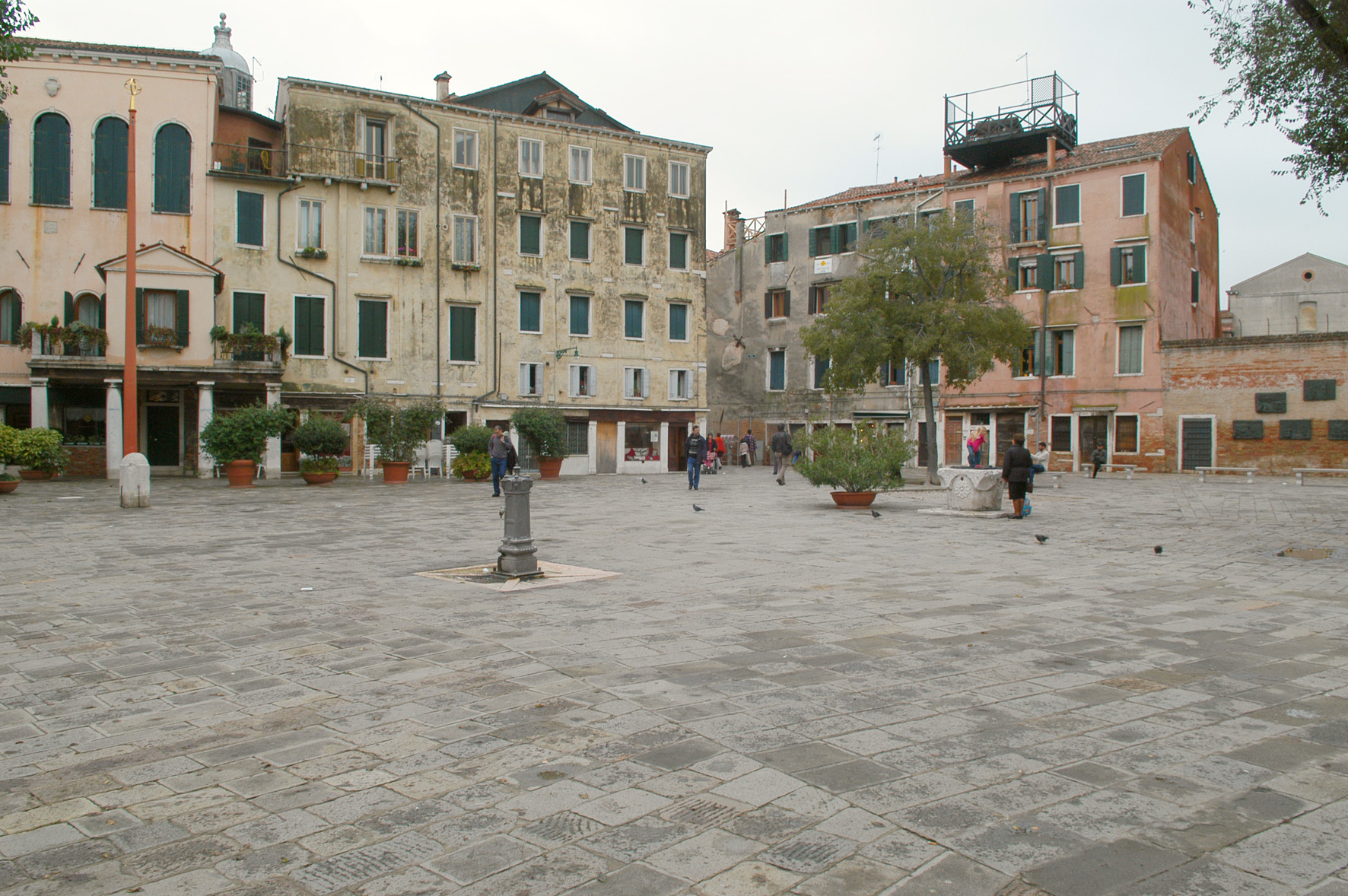
In Venedig entstand das erste Ghetto (nuovo). Der Kaufmann von Venedig wurde zur dramatischen Bühnenfigur.

Seit Papst Innozenz III. (1198–1216) und dem IV. Laterankonzil verschlechterte sich die Position der Juden, weil ihnen der Zugang zu öffentlichen Ämtern verboten wurde. Er führte erstmals ein (häufig gelbes) Judenkennzeichen durch andersartige Kleidung ein und sprach von ihrer Schuld am Tod Christi. Im Jahr 1234 veröffentlichte Papst Gregor IX. (1227–41) ein Dekretale zur „ewigen Knechtschaft der Juden“ wegen des angeblichen Gottesmords. Nach Predigten der Dominikaner wurden im Königreich Neapel 1288 erstmals Juden ausgewiesen; 1292 kam es zu ungewöhnlich umfangreichen Zwangskonversionen in Apulien (Trani) und Kampanien, wo die Juden zuvor noch als Kammerknechte den Schutz der Krone genossen. Der Gegenpapst Benedikt XIII. (1394–1423) veranlasste erst die Disputation von Tortosa, um dann in der Bulle Etsi Doctoris Gentium (Mai 1415, während des Konstanzer Konzils) antijüdische Bestimmungen zu verschärfen, im Verbot der Talmudnutzung und zum Wucherverbot. Sein Einflussgebiet waren die spanischen Lande und Neapel. Doch ignorierten die Handelszentren Florenz, Genua, Venedig und Pisa diese Auflagen, um weiterhin von den erfolgreichen jüdischen Bankiers zu profitieren. Dagegen predigte der Franziskanermönch Bernhardin von Feltre und setzte die Idee von Leihbanken für Arme (Monte di Pietá) um. Der Fall des toten Kindes Simon von Trient (1475), ein angeblicher Ritualmord, führte zu einigen antijüdischen Maßnahmen in Tirol und zu einem Märtyrerkult, für dessen Verbreitung auch der Buchdruck sorgte. Jüdische Drucker wie die Familie Soncino griffen die neue Technik seit 1475 für ihre Zwecke und hebräische Ausgaben auf. Der Humanist Elijah Levita († 1549), Luthers Hebräischlehrer in Rom, erforschte in Padua, Rom und Venedig die hebräische Sprache.

## Verfolgungen in der Frühen Neuzeit
Die etablierte Stellung der Juden im übrigen Italien erleichterte in Sizilien den Umgang mit der harten Verfolgung im Königreich Spanien seit 1492. Schätzungsweise waren damals zwischen 3 % und 6 % der Bevölkerung in Sizilien jüdisch. Die Vertriebenen wichen erst nach Kalabrien aus, nach 1524 gingen sie von dort und 1540 von Neapel weiter in den Norden. Doch auch in Rom (Ghetto 1556), im päpstlichen Ancona, Venedig (Ghettozwang 1516, Versuch der Ausweisung 1571) und Florenz (Ghetto 1570) verschlechterte sich die Lage unter kirchlichem Druck. Aus dem spanisch gewordenen Mailand wurden 1597 die Juden vertrieben und kamen erst Anfang des 19. Jahrhunderts zurück. Dagegen wurden im toskanischen Livorno, wo es einen neuen Hafen gab, portugiesische Juden (Marranen) aus merkantilistischen Gründen aufgenommen und entwickelten dort einen eigenen jüdisch-italienischen Dialekt, das Bagitto. Im habsburgischen Triest hielt sich eine große Gemeinde, die erst 1693 ein Ghetto beziehen musste, das 1785 wieder aufgelöst wurde. Es gab regional einflussreiche Bankhäuser, so in Rom/Latium die Rieti, in Mantua die Vivanti, die Conegliano in Venedig. Der Kupferstecher Salom Italia († um 1650) war für seine Esther-Darstellungen berühmt. Am Hof von Mantua der Gonzagas lebte der jüdische Musiker Salomone Rossi  († um 1630).

## Judentum seit Napoleon I. bis zur Einigung Italiens
Papst Pius VII. (1800–23) machte die Erleichterungen und Freiheiten, die Napoleon I. seit 1798 bewirkt hatte, wieder rückgängig und zwang die Juden im Vatikanstaat wieder in die Ghettos. Erst 1847 durften sie sich außerhalb niederlassen. 1829 eröffnete nach einem älteren Dekret des Kaisers Franz I. eine Rabbinerschule im zum Kaiserreich Österreich gehörigen Padua, das Collegio Rabbinico Italiano, wo Lelio della Torre und Samuel David Luzzatto lehrten. Heute ist es in Rom ansässig. Von 1859 bis 1866 erlebten die Juden mit der nationalen Einigung ihre Emanzipation in ganz Italien. Im ersten Parlament 1860 saß der Freiheitskämpfer Giuseppe Finzi. Antisemitismus war in Italien weniger wahrzunehmen, anders als in anderen Staaten Europas.

## Italien im 20. Jahrhundert
Der Bau der Großen Synagoge von Rom (1904) auf dem Gebiet des ehemaligen Ghettos (Schließung 1870) markierte eine neue Phase der Versöhnung. Premierminister Luigi Luzzatti war ab 1910 der erste nichtkonvertierte Jude als Regierungschef in Europa. Etwa 5000 Juden dienten während des Ersten Weltkriegs in der italienischen Armee. Selbst Mussolini, der zeitweise die Jüdin Margherita Sarfatti als Geliebte hatte, anerkannte anfangs den jüdischen Beitrag zur Geschichte Italiens, am Marsch auf Rom hatten 230 jüdische Faschisten teilgenommen. Ohnehin war die Zahl der Mischehen in Italien hoch. Ein wichtiger jüdischer Autor war Italo Svevo († 1928), der in Triest wirkte. Dort war Roberto Melli Maler und kam in Bergen-Belsen um. Der Maler Amedeo Modigliani († 1920) stammt aus Livorno.

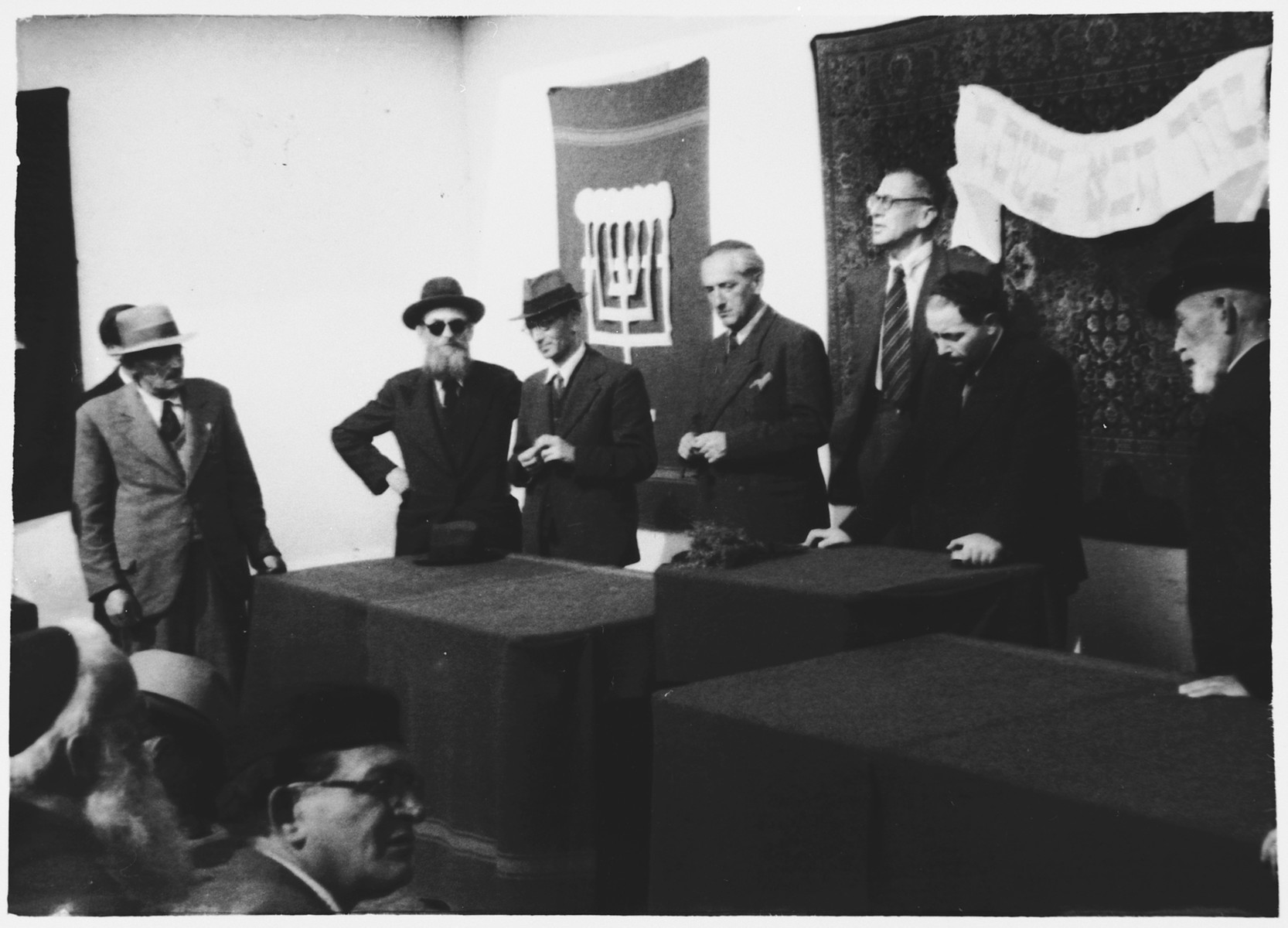
Im Campo di Ferramonti treffen im April 1942 Internierte den Rabbiner Riccardo Pacifici.

Doch seit 1934 setzten eine Entfernung von Juden aus öffentlichen Ämtern und antisemitische Propaganda ein, die in den antijüdischen Gesetzen 1938 endeten. Mit dem Kriegseintritt Italiens im Juni 1940 begann die Internierung von Juden in Lagern wie Ferramonti di Tarsia, die hauptsächlich ausländischen jüdischen Flüchtlingen vorbehalten waren, aber auch jenen italienischen Juden, die als „gefährlich“ angesehen wurden, meist Antifaschisten. Die Wohlfahrtsorganisation DELASEM konnte teilweise im Untergrund vielen Inhaftierten helfen.
Seit September 1943 nach der Entmachtung Mussolinis verschärften die Deutschen die Judenverfolgung, die SS-Führer Martin Sandberger (Chef der SiPo und des SD in Verona) und der „Judenberater“ Theodor Dannecker übernahmen die Leitung. SS-Einheiten verübten Massaker u. a. Ferrara und Meina und entvölkerten mit Gewalt das ehemalige römische Ghetto. Papst Pius XII. wird zwar vorgeworfen, zur Deportation der Juden aus Rom (Oktober 1943) geschwiegen zu haben. Doch statt der befohlenen 8.000 wurden nur etwa 1.000 Juden nach Auschwitz abtransportiert. Etwa 5.000 Juden waren in Klöstern und im Vatikan versteckt. Ebenso begannen aus anderen Städten wie Genua, Florenz oder dem Polizeihaftlager Borgo San Dalmazzo die Deportationen, die erst im August 1944 endeten. Das Durchgangslager Fossoli und das Durchgangslager Bozen wurden zu den Sammelpunkten, während in der Operationszone Adriatisches Küstenland das KZ Risiera di San Sabba bei Triest diese Funktion für die Juden aus Friaul und dem besetzten Kroatien übernahm. Über 7700 Juden wurde zu Opfern des Holocaust.
Einige Täter wurden in der Nachkriegszeit belangt: General Kurt Mälzer, der Nazi-Kommandeur in Rom, der das Massaker an den Fosse Ardeatine angeordnet hatte, starb 1952 im Gefängnis. Die beteiligten SS-Offiziere Herbert Kappler und Erich Priebke saßen lange in Haft.

### Nachkriegszeit
Die Zahl der in Italien lebenden Juden verminderte sich nicht nur durch den Faschismus, sondern auch die Auswanderung (vor allem nach Amerika und Israel) und Assimilation. Die Synagogen, die von Faschisten verwüstet oder durch Bomben zerstört waren, wurden wieder aufgebaut (so die Synagoge von Livorno).
Seit 1949 unterhalten Italien und Israel seit 1949 diplomatische Beziehungen. Italien wurde mehrfach zum Schauplatz antijüdischer Anschläge palästinensischer Terroristen, so am Flughafen Rom–Fiumicino (Dezember 1973) mit 34 Toten und der Anschlag auf die Große Synagoge von Rom (Oktober 1982) mit einem toten Kind und vielen Verletzten.
Im Nachkriegsitalien leisteten jüdische Intellektuelle wie Giorgio Bassani, Natalia Ginzburg, Primo Levi, Carlo Levi, Giacomo Debenedetti, das Ehepaar Alberto Moravia und Elsa Morante wichtige Beiträge zur LIteratur. Hinzu kamen Schauspieler wie Arnoldo Foà, Vittorio Gassman und Franca Valeri und politische Intellektuelle wie Umberto Terracini, Vittorio Foa, Leo Valiani oder der Architekt Bruno Zevi. Andere Wissenschaftler wurden Nobelpreisträger wie Emilio Segré (1959), Salvatore Luria (1969), Franco Modigliani (1985) und Rita Levi-Montalcini (1986). Ihre Zwillingsschwester war Paola Levi Montalcini, eine bildende Künstlerin. Der Fim von Roberto Benigni La vita è bella entfachte das Interesse am Holocaust in Italien neu und wurde 1999 mit drei Oscars ausgezeichnet.
Am 13. April 1986 besuchte Papst Johannes Paul II. den  Großen Tempel von Rom und Oberrabbiner Elio Toaff. Zum ersten Mai in der Geschichte betrat ein Papst eine Synagoge.
Am 27. Februar 1987 unterzeichneten Tullia Zevi, Vorsitzende der Unione delle Comunità Ebraiche Italiane und Premierminister Bettino Craxi das in Artikel 8 der italienischen Verfassung vorgesehene, aber vorher nie umgesetzte Abkommen, das die Beziehungen zwischen dem italienischen Staat und den italienischen Juden regelt.

## Juden im 21. Jahrhundert
In Ferrara eröffnete 2017 das Museo Nazionale dell’Ebraismo Italiano e della Shoah. Größere jüdische Gemeinden gibt es in Rom (13.000 Mitglieder) und Mailand (8.000). Die Zahlen stammen vom Dachverband Unione delle Comunità Ebraiche Italiane.

## Einzelbelege
1. ↑  Italien: In der Heimat des Faschismus wächst der Judenhass - WELT. Abgerufen am 12. Juni 2025.
2. ↑  Armin Levy, Sandra Borchert: Reise um die Welt: Das jüdische Leben in Italien. 16. September 2024, abgerufen am 12. Juni 2025.
3. ↑  Naomi E. Pasachoff, Robert J. Littman: A concise history of the Jewish people. Rowman & Littlefield, Lanham, Md. 2005, ISBN 978-0-7425-4365-2.
4. ↑  Leonard Rutgers, Scott Bradbury: The Diaspora, C. 235–638. In: The Cambridge History of Judaism: Volume 4: The Late Roman-Rabbinic Period (= The Cambridge History of Judaism). Band 4. Cambridge University Press, Cambridge 2006, ISBN 978-0-521-77248-8, S. 492–518 (cambridge.org [abgerufen am 12. Juni 2025]).
5. ↑  BOLOGNA - JewishEncyclopedia.com. Abgerufen am 12. Juni 2025.
6. ↑  GAJO, MAESTRO (ISAAC BEN MORDECAI) - JewishEncyclopedia.com. Abgerufen am 12. Juni 2025.
7. ↑  Ries, Rotraud: Juden. Zwischen Schutz und Verteufelung, in: Hergemöller, Bernd-Ulrich (Hg.): Randgruppen der spätmittelalterlichen Gesellschaft. Warendorf, 2. neubearb. Aufl. 1994, 284–327
8. ↑  Benjamin Scheller: Die politische Stellung der Juden im mittelalterlichen Süditalien und die Massenkonversion der Juden im Königreich Neapel im Jahr 1292. In: Wechselseitige Wahrnehmung. 2009, doi:10.26015/adwdocs-749 (adw-goe.de [abgerufen am 12. Juni 2025]).
9. ↑  Deutschlandfunk: Venedig - Das erste jüdische Ghetto. 15. Juni 2016, abgerufen am 12. Juni 2025.
10. ↑  Antoine Germa, Benjamin Lellouch, Évelyne Patlagean: Les Juifs dans l'histoire: de la naissance du judaïsme au monde contemporain (= Les classiques de Champ vallon). Champ vallon, Seyssel 2011, ISBN 978-2-87673-555-2.
11. ↑  Conegliano. Abgerufen am 14. Juni 2025.
12. ↑  Michele Luzzati: Banche e insediamenti ebraici nell'Italia centro-settentrionale fra tardo Medioevo e inizi dell'età moderna, in: Gli ebrei in Italia. Vol.I: Dall'alto Medioevo all'età dei ghetti 1996, ISBN 88-06-13036-6
13. ↑  ROME - JewishEncyclopedia.com. Abgerufen am 12. Juni 2025.
14. ↑  PADUA - JewishEncyclopedia.com. Abgerufen am 12. Juni 2025.
15. ↑  deutschlandfunk.de: Juden in Italien - Die Epoche der Emanzipation. 2. September 2015, abgerufen am 12. Juni 2025.
16. ↑  Ulrich Wyrwa: Juden in der Toskana und in Preussen im Vergleich: Aufklärung und Emanzipation in Florenz, Livorno, Berlin und Königsberg i. Pr. Mohr Siebeck, 2003, ISBN 978-3-16-148077-5 (google.de [abgerufen am 12. Juni 2025]).
17. ↑  Stanley G. Payne: Geschichte des Faschismus, Aufstieg und Fall einer europäischen Bewegung. Propyläen, Berlin 2001, ISBN 978-3-85003-037-3, S. 296 f.
18. ↑  Die Kirche und die Schoah: Schweigende Päpste und Bischöfe? Abgerufen am 16. Juni 2025.
19. ↑  The Destruction of the Italian Jews The German Occupation of Europe http://www.HolocaustResearchProject.org. Abgerufen am 15. Juni 2025.
20. ↑  Raul Hilberg: Die Vernichtung der europäischen Juden. In: Die Vernichtung der europäischen Juden. Band 2. Frankfurt am Main 1990, ISBN 978-3-596-10612-7, S. 702–722.
21. ↑  Fiamma Nirenstein: Italien: Jahrelanges Schweigen über Deal der es palästinensischen Terroristen ermöglichte Juden zu töten - Audiatur-Online. 13. Dezember 2021, abgerufen am 17. Juni 2025.